# Santanésia
Santanésia é um distrito do município de Piraí. O distrito faz fronteiras com os bairros Chalet, Parque Santana e Ponte Vermelha que estão localizados no município vizinho de Barra do Piraí, além de Querosene e Fazendinha em Piraí.
Santanésia é anualmente palco da Festa do Trabalhador, que é realizado no espaço que ganhou o nome de Gramadão. Nome este dado pela população, pelo fato da fábrica ter ordenado o plantio de um gramado no passado para propiciar o local para a recepção de helicópteros (na ocasião para recepcionar o então Governador do Estado Moreira Franco).
O distrito de Santanésia abriga também o Hotel Colonial, que hospeda regularmente artistas que estão em apresentação em Barra do Piraí ou Pirai (bem como outros municípios vizinhos)[carece de fontes?] e o Sindicato dos Trabalhadores na Indústria de Papel, entidade da classe dos papeleiros na região sul do estado do Rio de Janeiro.